# Jan O. Pedersen
 Der er flere personer med dette navn, se Jan Pedersen.
Jan O. Pedersen er en dansk politiker og tidligere speedwaykører. Han vandt i 1991 den individuelle VM-titel på Nya Ullevi i Göteborg. 8 måneder senere kørte Jan O. Pedersen galt og brækkede ryggen, hvilket blev afslutningen på hans karriere.
Jan O. Pedersen er fra Fyn, og begyndte speedway-karrieren i Fjeldsted Speedway Klub. Igennem hele hans karriere var han kendt for en ukuelig fighter-vilje, der til publikums store begejstring, resulterede i mange overhalinger. Et andet kendetegn var hans, selv for speedway-kørere, lave højde. Han er kun 159 cm høj.

## Politik
Pedersen stillede op til byrådet i Kerteminde Kommune ved kommunalvalget 2017 for Dansk Folkeparti. Han blev ikke valgt i første omgang, men indtrådte i 2020 i byrådet som suppleant for Knud Ahrnkiel. På det tidspunkt havde Pedersen imidlertid allerede skiftet parti til Venstre. I maj 2021 meldte han sig ud af Venstre og blev løsgænger i byrådet. Kort tid efter meldte han sig ind i Nye Borgerlige. Pedersen var spidskandidat for Nye Borgerlige ved kommunalvalget 2021 men blev ikke genvalgt. I april 2022 forlod han Nye Borgerlige.